# Aphrodite (album)
Aphrodite là album phòng thu thứ mười một bằng cách ghi âm nghệ sĩ Úc Kylie Minogue. Album được phát hành trên toàn thế giới vào tháng 7 năm 2010 và đã được trước bởi sự ra đời của các lãnh đạo duy nhất "All the Lovers".

## Danh sách bài hát
| STT | Nhan đề                                | Sáng tác                                                                | Sản xuất                                            | Thời lượng |
| --- | -------------------------------------- | ----------------------------------------------------------------------- | --------------------------------------------------- | ---------- |
| 1.  | "All the Lovers"                       | Kish Mauve, Mima Stilwell                                               | Eliot, Stuart Price                                 | 3:20       |
| 2.  | "Get Outta My Way"                     | Damon Sharpe, Daniel Davidsen, Lucas Secon, Mich Hansen, Peter Wallevik | Cutfather, Davidsen, Wallevik, Price, Secon, Sharpe | 3:38       |
| 3.  | "Put Your Hands Up (If You Feel Love)" | Fin Dow-Smith, Miriam Nervo, Olivia Nervo                               | Starsmith, Price                                    | 3:37       |
| 4.  | "Closer"                               | Beatrice Hatherley, Price                                               | Price                                               | 3:09       |
| 5.  | "Everything Is Beautiful"              | Tim Rice-Oxley, Fraser T Smith                                          | Smith                                               | 3:25       |
| 6.  | "Aphrodite"                            | Nerina Pallot, Andy Chatterley                                          | Chatterley, Pallot, Price                           | 3:45       |
| 7.  | "Illusion"                             | Kylie Minogue, Price                                                    | Price                                               | 3:21       |
| 8.  | "Better Than Today"                    | Pallot, Chatterley                                                      | Chatterley, Pallot, Price                           | 3:25       |
| 9.  | "Too Much"                             | Minogue, Calvin Harris, Jake Shears                                     | Harris                                              | 3:16       |
| 10. | "Cupid Boy"                            | Luciana Caporaso, Magnus Lidehall, Nick Clow, Sebastian Ingrosso        | Ingrosso, Lidehäll, Price                           | 4:26       |
| 11. | "Looking for an Angel"                 | Minogue, Price                                                          | Price                                               | 3:49       |
| 12. | "Can't Beat the Feeling"               | Borge Fjordheim, Hannah Robinson, Matt Prime, Pascal Gabriel, Richard X | Fjordheim, Gabriel, Price                           | 4:09       |

## Bảng xếp hạng và chứng nhận doanh số
| Bảng xếp hạng (2010)                | Vị trí cao nhất |
| ----------------------------------- | --------------- |
| Australian Albums Chart             | 2               |
| Austrian Albums Chart               | 3               |
| Belgian Albums Chart (Flanders)     | 4               |
| Belgian Albums Chart (Wallonia)     | 3               |
| Canadian Albums Chart               | 8               |
| Croatian International Albums Chart | 10              |
| Czech Albums Chart                  | 5               |
| Danish Albums Chart                 | 21              |
| Dutch Albums Chart                  | 4               |
| Finnish Albums Chart                | 22              |
| French Albums Chart                 | 3               |
| German Albums Chart                 | 3               |
| Greek Albums Chart                  | 1               |
| Hungarian Albums Chart              | 18              |
| Irish Albums Chart                  | 5               |
| Italian Albums Chart                | 9               |
| Japanese Albums Chart               | 28              |
| Mexican Albums Chart                | 22              |
| New Zealand Albums Chart            | 11              |
| Norwegian Albums Chart              | 16              |
| Polish Albums Chart                 | 6               |
| Scottish Albums Chart               | 1               |
| Spanish Albums Chart                | 2               |
| Swedish Albums Chart                | 9               |
| Swiss Albums Chart                  | 2               |
| UK Albums Chart                     | 1               |
| US Billboard 200                    | 19              |
| US Dance/Electronic Albums          | 2               |

| Bảng xếp hạng (2011)       | Vị trí |
| -------------------------- | ------ |
| Australian Albums Chart    | 55     |
| European Top 100 Albums    | 54     |
| French Albums Chart        | 149    |
| Swiss Albums Chart         | 77     |
| US Dance/Electronic Albums | 20     |